# Doubravice (district de Trutnov)
Pour les articles homonymes, voir Doubravice.
Doubravice (en allemand : Daubrawitz) est une commune du district de Trutnov, dans la région de Hradec Králové, en Tchéquie. Sa population s'élevait à 372 habitants en 2020.

## Géographie
Doubravice se trouve à 5 km au sud-ouest du centre de Dvůr Králové nad Labem, à 21 km au sud-ouest de Trutnov, à 23 km au nord-nord-ouest de Hradec Králové et à 102 km à l'est-nord-est de Prague.
La commune est limitée par Třebihošť et Dvůr Králové nad Labem au nord, par Libotov et Dubenec à l'est, par Lanžov au sud, et par Bílé Poličany et Zábřezí-Řečice à l'ouest.

## Histoire
La première mention écrite de la localité date de 1238.